# Аджигольская (балка)
Аджигольская (укр. Аджигольська) — ручей и балка, впадающая в озеро Солонец, расположенная на территории Очаковского района (Николаевская область, Украина). Верховье именуется балка Кривая.

## География
Длина — 13 км. Площадь бассейна — 62,4 км². Долина изредка изрезана ярами и промоинами. На протяжении почти всей длины пересыхает, верхнее течение — наименее маловодное. Есть пруд, по состоянию местности на 1978-84 года, возле бывшего селения Попова Дача. Характерны весенние и летние паводки. Приустьевая часть балки занята прибрежно-водной растительностью.
Берёт начало западнее села Червоное Парутино. Ручей и балка проходит в южном направлении. В устье балки образовано озеро Солонец, что юго-западнее села Солончаки. Непосредственно западнее устья балки расположена Очаковская ВЭС.
Притоки: (от истока к устью) безымянные балки
Населённые пункты (от истока к устью) нет